# Świerczek (Sainte-Croix)
Pour les articles homonymes, voir Świerczek.
Świerczek est une localité polonaise de la gmina de Skarżysko Kościelne, située dans le powiat de Skarżysko en voïvodie de Sainte-Croix.